# サン・ジュスト城

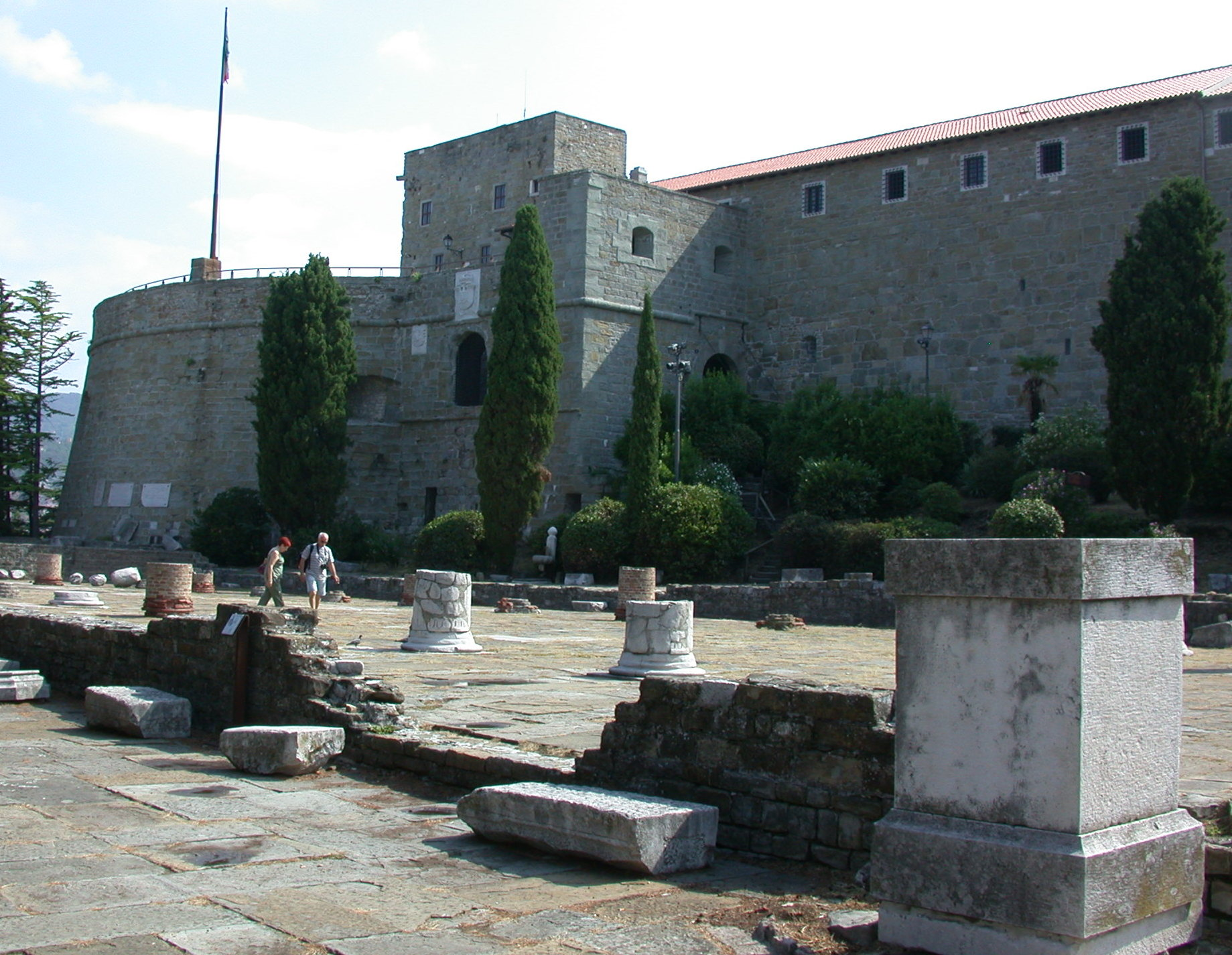
トリエステ城（奥）と古代ローマのバシリカ跡（手前）

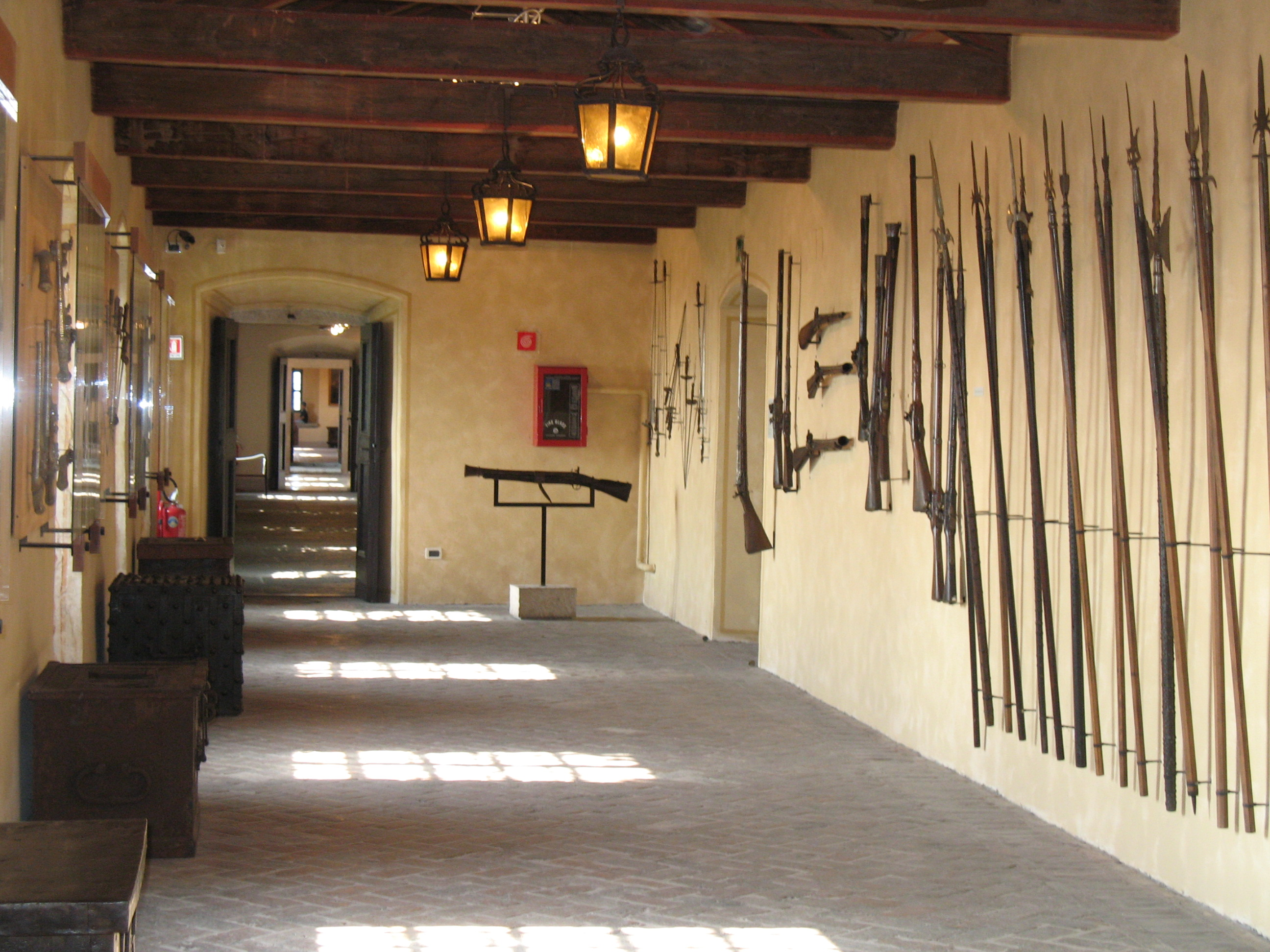
城内の武器展示室

サン・ジュスト城またはサン・ジュスト要塞（イタリア語: Castello di San Giusto）は、イタリア北東部の街トリエステにある城塞。15世紀から17世紀にかけて、市街地を望む丘の上に造られた。

## 概要
サン・ジュスト城がある丘には、青銅器時代から紀元前1000年頃の鉄器時代にある種の砦として使われていたと考えられている。紀元前2世紀には共和政ローマがこの地を支配するようになり、丘の上に軍事拠点が設けられた。その後、街が発展するに従い、丘は行政・経済の中心として整備されカピトリウムと呼ばれるようになった。1世紀前半には象徴的なプロピュライア（門）を持つカピトリヌスの三神を祀る寺院が建てられ、133年には2廊式のバシリカが建てられ行政・司法の中心を担ったと考えられている。
ローマ帝国亡き後、自治都市として独立を守ってきたトリエステは、1382年にオーストリアに編入される。1468年、フリードリヒ3世はトリエステの街の自衛のために、古代ローマ時代にカピトリウムと呼ばれたこの丘の上に城塞を建設することを市民に命じた。この時建てられたのが、現在歴史博物館の入口となっている部分でL字型の塔屋を持つ2階建ての建物である。
1508年から1509年にかけて、最初に建てられたL字型の塔屋の基礎部分に円形型の堡塁が追加された。その後、三角形の要塞とすべく漸次建設が進み1636年に完成した。サン・ジュスト城の完成後、この城塞は敵の攻撃に晒されたことがなく現在まで比較的良い状態で残っている。1750年まで、オーストリア軍の指揮官の居城として使われていたが、その後牢獄などとして使われることもあった。

## アクセス
- トリエステ駅より、トリエステ市バス 24系統に乗車し S.Giustoバス停（終点）下車（40分毎の運行）[2]
- トリエステ駅から徒歩で南へ約2km